# إكليل (اسم)
إِكْلِيْل هو اسم علم مؤنث من أصل عربي، ومعناه هو التاج الذي على رؤوس الملوك.